# Amnesicoma nuncupata
Amnesicoma nuncupata là một loài bướm đêm trong họ Geometridae.